# Бенке, Валерия
Валерия Бенке (венг. Benke Valéria; 26.06.1920, Гёнк — 07.06.2009, Будапешт) — венгерский партийный и политический деятель, министр культуры (1958—1961), член Политбюро ЦК ВСРП (1970—1985). В течение полутора десятилетий была единственной женщиной в политическом руководстве венгерских коммунистических партий.

## Биография
Дочь ювелира — мастера по золотым изделиям Лайоша Пала Биндера.
Окончила педагогическое училище Дьюлы Юхаса в Сегеде.
С 1941 года член нелегальной Венгерской коммунистической партии. В 1943—1944 гг. работала помощником учителя. С 1944 г. на партийной работе, секретарь Сегедского комитета ВКП, с 1945 года преподаватель Центральной партийной школы. В 1946—1948 гг. партийный функционер в Будапеште. Сотрудница Женского секретариата ЦК ВКП с 1947 года. Секретарь Будапештского комитета Демократического союза венгерских женщин (1948—1950).
С 15 мая 1949 по 10 февраля 1971 года депутат Государственного собрания.
В 1950—1951 гг. ответственный работник отдела кадров ЦК Венгерской партии трудящихся. С 1 марта 1951 года кандидат в члены ЦК ВПТ. С 1951 по 1954 год секретарь Национального совета мира.
С 1952 по 1957 год заочно училась на факультете венгерского языка и венгерской литературы Будапештского университета.
В 1954—1956 и 1957—1958 гг. председатель Венгерского радио, также известного как Радио Кошута (30 октября 1956 года отстранена, с 6 ноября 1956 по 27 августа 1957 года вице-председатель).
С 30 мая 1954 года член ЦК Венгерской партии трудящихся. С 26 февраля 1957 года член ЦК сформированной на базе ВПТ Венгерской социалистической рабочей партии (до 22 мая 1988 года).
С 28 января 1958 по 13 сентября 1961 года министр культуры в правительстве Ференца Мюнниха.
С 1961 года главный редактор теоретического журнала ВСРП Társadalmi Szemle («Общественное обозрение»). Занимала этот пост до выхода на пенсию в декабре 1988 года.
С 14 апреля 1967 по 12 мая 1971 года член Президиума Венгерского парламента.
На X партийном съезде (1970 год) избрана членом Политбюро ВСРП, оставаясь в его составе до 28 марта 1985 года.

## Награды
- Офицерский крест ордена «За заслуги перед Венгерской Республикой» (1948).
- Орден «За заслуги перед Венгерской Народной Республикой» 5-й степени (1952).
- Орден Трудового Красного Знамени (1955).
- Золотая степень ордена «За трудовые заслуги» (1970).
- Мемориальная медаль Димитрова (1973).
- Орден «За заслуги перед Венгерской Народной Республикой» (1980).